# Gnarp
Gnarp is een plaats in de gemeente Nordanstig in het landschap Hälsingland en de provincie Gävleborgs län in Zweden. De plaats heeft 999 inwoners (2005) en een oppervlakte van 203 hectare. De plaats ligt aan de Europese weg 4 tussen Hudiksvall en Sundsvall.